# Campohermoso (ort)
Campohermoso är en ort i Colombia.   Den ligger i departementet Boyacá, i den centrala delen av landet, 120 km öster om huvudstaden Bogotá. Campohermoso ligger 1 111 meter över havet och antalet invånare är 695.
Terrängen runt Campohermoso är varierad. Runt Campohermoso är det ganska glesbefolkat, med 24 invånare per kvadratkilometer. Närmaste större samhälle är Miraflores, 18,9 km norr om Campohermoso. I omgivningarna runt Campohermoso växer i huvudsak städsegrön lövskog.